# Cerro Veronese
Cerro Veronese (El Sèro in veneto, Alferìa in cimbro) è un comune italiano di 2 667 abitanti della provincia di Verona in Veneto.

## Geografia fisica
Cerro Veronese dista una ventina di chilometri da Verona e rispetto al capoluogo è collocato in posizione nord-est. Il territorio comunale confina a nord con quello di Bosco Chiesanuova (distante 8 km), a sud e ad ovest con Grezzana (distante 12 km) e ad est con Roverè Veronese (distante 7 km).
Il paese giace sulla dorsale collinare tra la Valpantena e la Val Squaranto. È una delle prime località della Lessinia che si incontrano provenendo dalla città. Il territorio comunale, di dimensioni piuttosto modeste, si presenta tipicamente montagnoso e comprende i primi rilievi lessinici. Si possono trovare, inoltre, ampie zone verdi dedicate soprattutto ai pascoli di bovini e ovini. La casa comunale si trova a 730 m s.l.m. ed il grado sismico è basso. È collegato alla maggiore località sciistica della Lessinia (Malga San Giorgio, distante circa 18 km in direzione nord-est) dalla SP6 dei Lessini.

## Storia
Cerro è detto “Veronese” per distinguerlo da Cerro Lambro (Milano), Cerro al Volturno (Campobasso), Cerro Maggiore (Milano), Cerro Tànaro (Asti),ecc.  Eppure probabilmente nessuno di questi altri comuni può vantare un'origine più antica del Veronese, visti gli importanti ritrovamenti di oggetti preistorici sul Dosso Bertin e in altre zone del comune quali il Vajo Squaranto e la Nasa, testimonianti la remotissima colonizzazione abitativa del territorio dell'odierno Cerro. Le più importanti scoperte tuttavia, furono fatte al Còale del Mondo nel Vajo de la Busa negli anni tra il 1947 ed il 1953 grazie al lavoro degli studiosi del Museo di Storia Naturale di Verona, che diede luce ad un primo strato di sedimenti di età eneolitica (età del Rame, a partire dal 5000 a.C.) al quale seguirono altri più antichi fino ad un ultimo di età paleolitica superiore (40.000-10.000 a.C.) che rivelò agli archeologi una meravigliosa collezione di lame, abbozzi di schegge, raschiatoi su lame, bulini, punte di freccia e di giavellotto, lame denticolate ed altri manufatti che non si discostano da quelli ritrovati nel più importante sito del Ponte di Veja.
È evidente quindi, che la zona di Cerro e la bassa Lessinia più in generale siano state soggette fin dall'antichità alla presenza di comunità umane di entità più o meno importante, fatto che smentisce l'idea secondo la quale questi territori siano stati spopolati fino ai secoli X e XI, ai quali risalgono tuttavia le prime testimonianze scritte di colonizzazioni da parte di popolazioni provenienti da altre regioni. È del 969 infatti un documento con il quale Ottone I (re di Germania ed Italia) concesse anche ad alcuni abitanti della Valpantena il diritto di usufruire dei boschi della cosiddetta “Selva hermannorum” o Frizzolana (nome di probabile origine preromana) che era già detta degli arimanni o waldemanni (boscaioli), popolazioni aventi il diritto al taglio dei boschi e al pascolamento “cum liberis hominibus qui vulgo herimani dicuntur” probabilmente già a partire dal terzo secolo. La gestione della Frizzolana passò poi al vescovo di Verona, che nel 1218 ne regolamentò l'utilizzo.
Ed è finalmente del 5 febbraio 1287 il documento con il quale il vescovo Bartolomeo della Scala concesse, con il nulla osta del Capitano di Verona Alberto della Scala, ad un certo numero di coloni di probabile origine bavarese il diritto di stabilirsi in Roverè e nelle zone limitrofe, esentandoli dal pagamento di dazi e di obblighi militari nei periodi di pace. Si è così sviluppata la credenza che l'alta Lessinia sia stata colonizzata per la prima volta da queste popolazioni germaniche, mito però da sfatare visto che già in precedenza tali territori interessavano ai vescovi e ai signori di Verona che concedevano boschi e pascoli a pastori e contadini. Sono inoltre di chiara origine romana o veneta i nomi dei principali centri lessinici (Cerro, Roverè, Bosco, Velo,..), mentre solo contrade e piccoli centri portano nomi d'origine tedesca (Vesterle, Laito, ecc..).
Poco prima della conquista di Verona da parte della Serenissima (1405), Caterina duchessa di Milano (della casata dei Visconti), definì il “Vicariatus Montanearum Theotonicorum” (nome che contribuì a far correre la fantasia degli storici di qualche secolo dopo riguardo ai cimbri) comprendente i principali comuni della Lessinia, vicariato della montagna che durò a lungo e a cui appartengono fino al secolo XVIII i comuni di Velo, Roverè, Valdiporro, Azzarino, Camposilvano, Selva di Progno, S. Bartolomeo, Badia Calavena, Saline, Chiesanuova, Tavernole, Erbezzo e appunto Cerro, il quale in tale secolo aveva già abbandonato il toponimo di Alferia per Cerro, nome la cui prima comparsa fu in alcuni documenti del secolo XVI.
Con l'epoca prima Napoleonica e poi Austriaca, cessò il dominio Veneziano su Verona, e con esso tutto il sistema di privilegi feudali e territoriali come il “Vicariato dei XIII comuni” e lo stesso comune di Cerro che andò a costituire parte del Distretto della Montagna fino al 1866, anno in cui Verona fu annessa all'Italia. Ed ecco come, dalle parole scritte del Sormani-Moretti sulla Monografia della Provincia di Verona, doveva apparire Cerro verso la fine del secolo: “Il capoluogo è formato da un gruppo di 200 case sopra un monte aperto. Queste case, dall'aspetto civile, fra cui la ristretta ma pure sufficiente residenza comunale è, piuttosto misera, le scuole attorno alla dominante chiesa. Appariscente e vasta giusta ai bisogni dell'estesa parrocchia alla quale allarga la propria giurisdizione, oltre che su Cerro, sopra 400 comunisti di Boscochiesanuova e 70 di Grezzana”.
Dal 1928, e fino al 1947, Cerro perse l'autonomia comunale, per entrare a far parte del comune di Grezzana. In quegli anni venne realizzato l'importante (anche se non ancora sufficiente) acquedotto che portò l'acqua dal Dosso del Martin (sopra Azzago) fino ai piedi del Paese. Ma è nel 1948 che, con la ricostituzione del comune e la nomina del nuovo sindaco il cav. Albino Perini, che si asfaltò la piazza con le vie limitrofe, e poi con il 1957 e il neo-sindaco dott. Fernando Chiampan, il paese si abbellì di fioriere, sedili marmorei e rimboschimenti, oltre alla realizzazione delle fognature e dei gabinetti pubblici.
Il trentennio intercorso tra gli anni cinquanta e gli anni ottanta ha visto mutare profondamente il tessuto sociale ed economico di tutta Italia, e a Cerro il segno più tangibile di ciò è dato dal mutato volto urbanistico del paese. Il sorgere di villette e persino di alcuni condomini su dossi che apparivano precedentemente brulli ha determinato una enorme estensione del reticolo urbano e soprattutto una progressiva e incisiva trasformazione economica e sociale del paese. La popolazione attiva occupata in agricoltura è andata via via calando fino ad assestarsi intorno all'11%, mentre quella occupata nel settore secondario e terziario è andata ad aumentare esponenzialmente fino a toccare l'88% nel 1981, manodopera che risulta quasi totalmente occupata in attività legate più o meno direttamente all'espandersi del fenomeno della seconda casa. L'agricoltura invece, ormai ridotta alla sola praticoltura e conseguente allevamento, viene relegata ai margini del territorio comunale in corrispondenza della sua diminuita importanza e incidenza sulla vita economica del paese. Sono anni in cui Cerro sembra svecchiarsi, rinascere a nuova vita. Ma se da un lato si propaganda l'idea di Cerro come "Piccola Cortina" della Lessinia, non mancano le critiche per l'espansione caotica delle villette e soprattutto per il verde che viene sacrificato come se Cerro fosse la quinta torricella di Verona, espressione che indica lo sradicamento che Cerro sembra subire rispetto al restante contesto lessinico. In ogni caso, tutta la popolazione trae beneficio del nuovo sviluppo di Cerro, e il tenore di vita va aumentando. Cerro risente positivamente del costante esodo della popolazione delle contrade verso il paese e il suo incremento demografico è continuo e del tutto eccezionale per un Comune montano.

## Società

### Evoluzione demografica
Abitanti censiti

## Cultura

### I monumenti
È tutelata come albero monumentale la storica quercia, l'albero che ha dato il nome al comune, con un'età stimata di 250 anni. Situato fra la chiesa e il teatro parrocchiale, domina la piazza del centro storico con i suoi 19 metri di altezza. Secondo esperti botanici si tratterebbe di un esemplare di Cerrosughera, il cui nome scientifico è "Quercus crenata ", un ibrido fra "quercus cerris" e "quercus suber". Questa specie di quercia si rinviene sporadicamente in altre zone d'Italia e differisce dalle due sopracitate per le foglie più piccole, coriacee e persistenti, mentre quelle del cerro vero e proprio sono caduche.
A pochi passi dal centro di Cerro Veronese si trova il Monte Croce, sulla cui sommità è localizzata una piccola cappella dalla forma ottagonale chiamata la Cappella del Redentore. Da qui è possibile godere di uno splendido panorama sulla maggior parte della Lessinia e della pianura Padana.
Il monumento ai Caduti, situato sotto la quercia della piazza centrale e inaugurato l'8 ottobre 1922, è dello scultore, natio di Cerro Veronese, Eugenio Prati (scultore), al quale sono dedicate le scuole elementari locali.

## Economia
È un paese di villeggiatura estiva per il clima gradevole, posto a due passi dalla pianura veronese. Negli ultimi anni molte famiglie hanno portato qui il proprio domicilio, facendo aumentare in modo considerevole la popolazione residente.
È zona di produzione del vino Vin brulè fatto dagli alpini

## Amministrazione
Questo comune fa parte della Comunità montana della Lessinia.
| Periodo      | Periodo      | Primo cittadino       | Partito                      | Carica                  | Note                     |
| ------------ | ------------ | --------------------- | ---------------------------- | ----------------------- | ------------------------ |
| luglio 1985  | maggio 1990  | Angelo Andreis        | Democrazia Cristiana         | Sindaco                 | [ 12 ]                   |
| maggio 1990  | aprile 1995  | Carlo Capobianco      | Indipendente                 | Sindaco                 | [ 13 ]                   |
| aprile 1995  | giugno 1999  | Arrigo Tiziano Zorzan | Lista civica                 | Sindaco                 | [ 14 ]                   |
| giugno 1999  | giugno 2004  | Arrigo Tiziano Zorzan | Lista civica                 | Sindaco                 | [ 15 ]                   |
| giugno 2004  | gennaio 2006 | Franco Carcereri      | Lista civica                 | Sindaco                 | Dimissione del consiglio |
| gennaio 2006 | maggio 2006  | Renata Carletti       |                              | Commissario prefettizio | [ 17 ] [ 18 ]            |
| maggio 2006  | maggio 2011  | Luca Scala            | Lista civica                 | Sindaco                 | [ 19 ]                   |
| maggio 2011  | giugno 2016  | Paolo Garra           | Lega Nord - Liste civiche    | Sindaco                 | [ 20 ]                   |
| giugno 2016  | ottobre 2021 | Nadia Maschi          | Lista civica "Vivi Cerro"    | Sindaco                 |                          |
| ottobre 2021 | in carica    | Antonio Bertaso       | Lista civica "Cerro anch'io" | Sindaco                 |                          |